# Pram (barca)

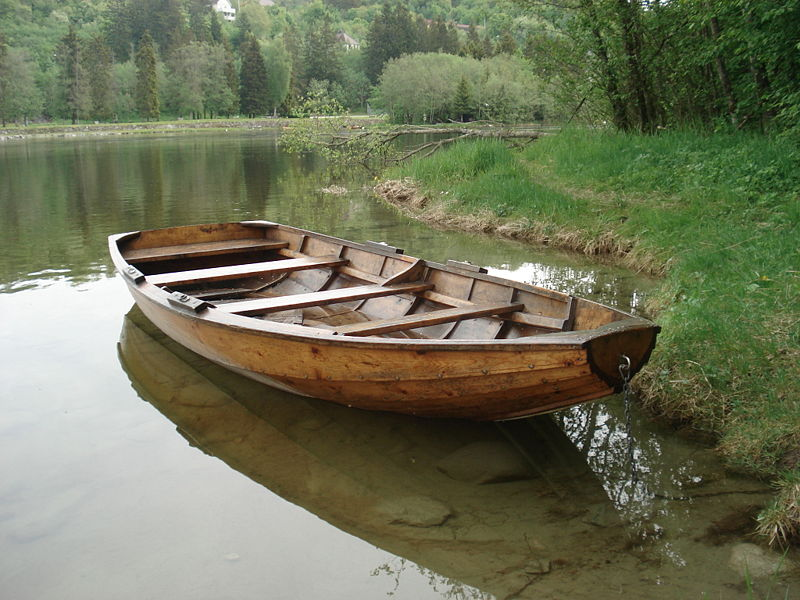
Pram norueg.

Un pram és una mena de barca petita amb la proa escapçada i sense roda, a diferència de la majoria de barques que tenen una proa en punxa i roda de proa.
Vista des de dalt la zona de proa és sensiblent trapezoïdal, amb més espai que la zona típicament triangular de les barques convencionals. Aquesta característica fa que un pram tingui més superfície aprofitable a proa.

## Exemples moderns
Els velers de les classes Mirror i Optimist tenen el buc amb la proa escapçada.
Els prams moderns fan 8-10 peus de llargària i són de contraplacat, fibra de vidre, plàstic o alumini. Generalment es propulsen amb rems, però poden disposar d'una vela auxiliar o un motor.

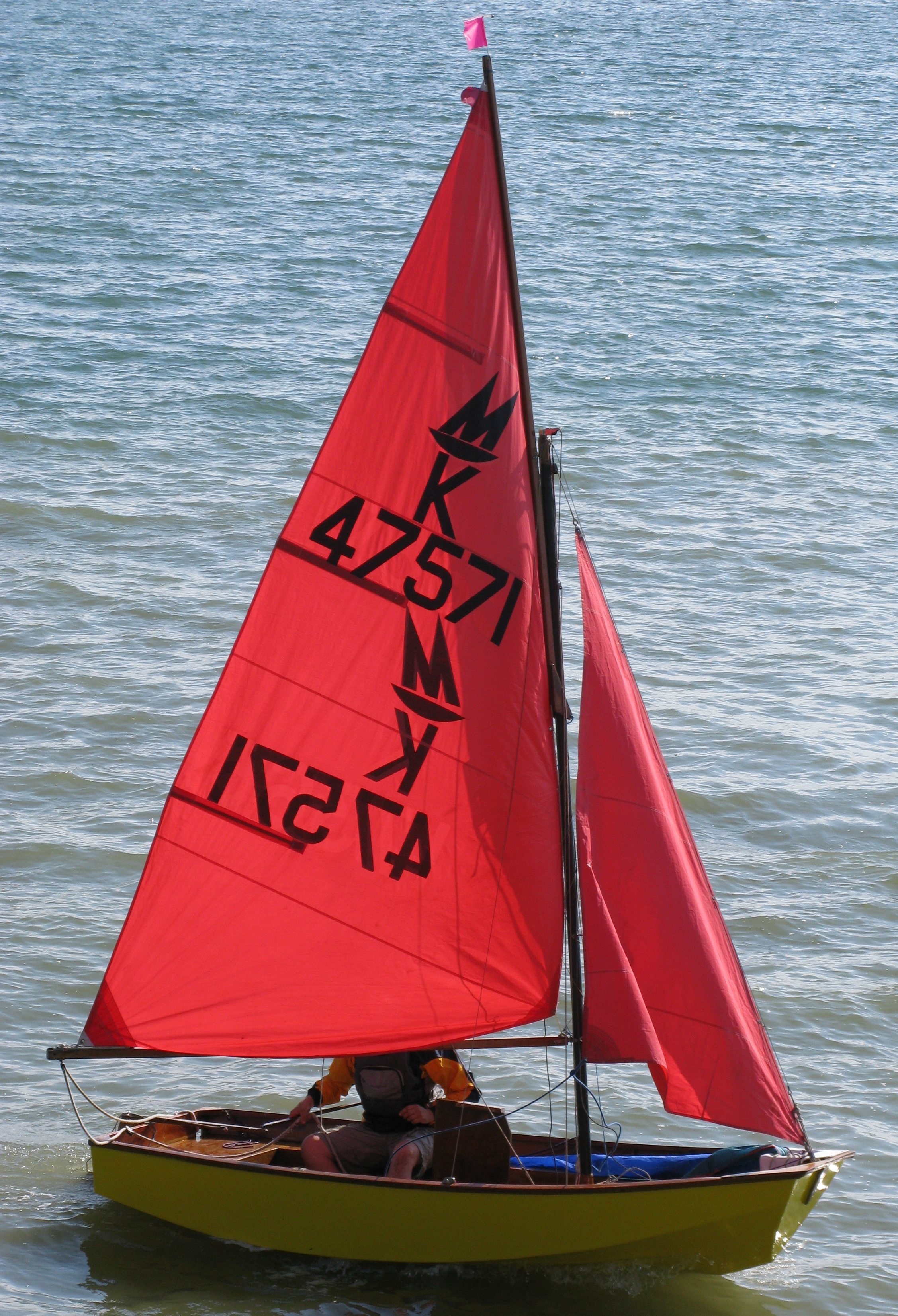
Veler de la classe Mirror.
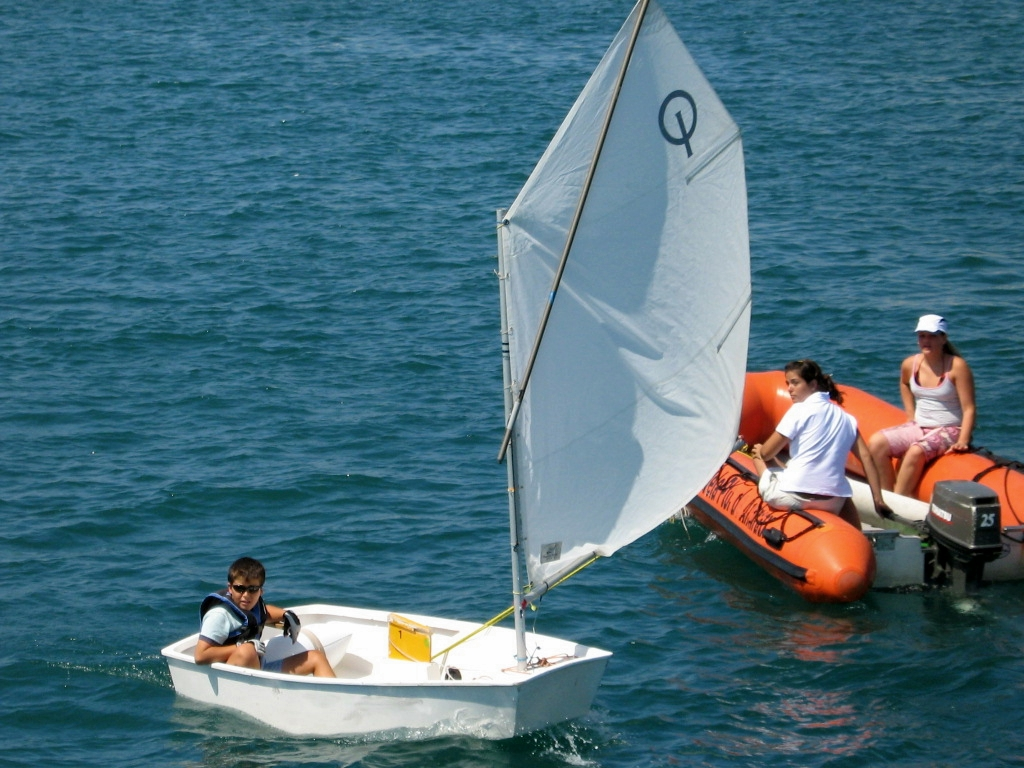
Veler de la classe Optimist.

## Noruega
Els prams tradicionals de Noruega són de fusta convencional, amb una secció transversal en U i una forma longitudinal molt arquejada, amb llançaments pronunciats a proa i popa.

## Austràlia i Nova Zelanda
Els prams de les antípodes acostumen a ser amb folre de contraplacat de 6mm sobre una estructura lleugera de llistons de fusta massissa.
La secció és rectangular o trapezoïdal.
- Al riu Murray s'acostumen a anomenar praam (escrit amb dues a però pronunciat com pram).[9]

## Aplicacions
El preu relativament econòmic dels prams, la seva robustesa i el seu poc calat els feia ideals com a barquetes auxiliars. En l'actualitat han de competir amb les barques inflables.
- Una aplicació interessant, tan atípica com notable, fou el seu ús com a suport de làmpades flotants per a formar una pista d'aterratge a l'aigua per a hidroavions de passatgers.[10]